# Sericornis nouhuysi
Sericornis nouhuysi là một loài chim trong họ Acanthizidae.